# Нижній Тиловай (Дебьоський район)
Нижній Тилова́й (рос. Нижний Тыловай) — присілок в Дебьоському районі Удмуртії, Росія.

## Населення
Населення — 137 осіб (2010; 155 в 2002).
Національний склад станом на 2002 рік:
- удмурти — 86 %

## Урбаноніми[3]
- вулиці — Зарічна, Республіки